# Löwitz
Löwitz is een plaats en voormalige gemeente in de Duitse deelstaat Mecklenburg-Voor-Pommeren, en maakt deel uit van de gemeente Ducherow in het district Vorpommern-Greifswald.

## Geboren in Löwitz
- Kurt Christoph Graf von Schwerin (1684-1757), 18e-eeuws officier

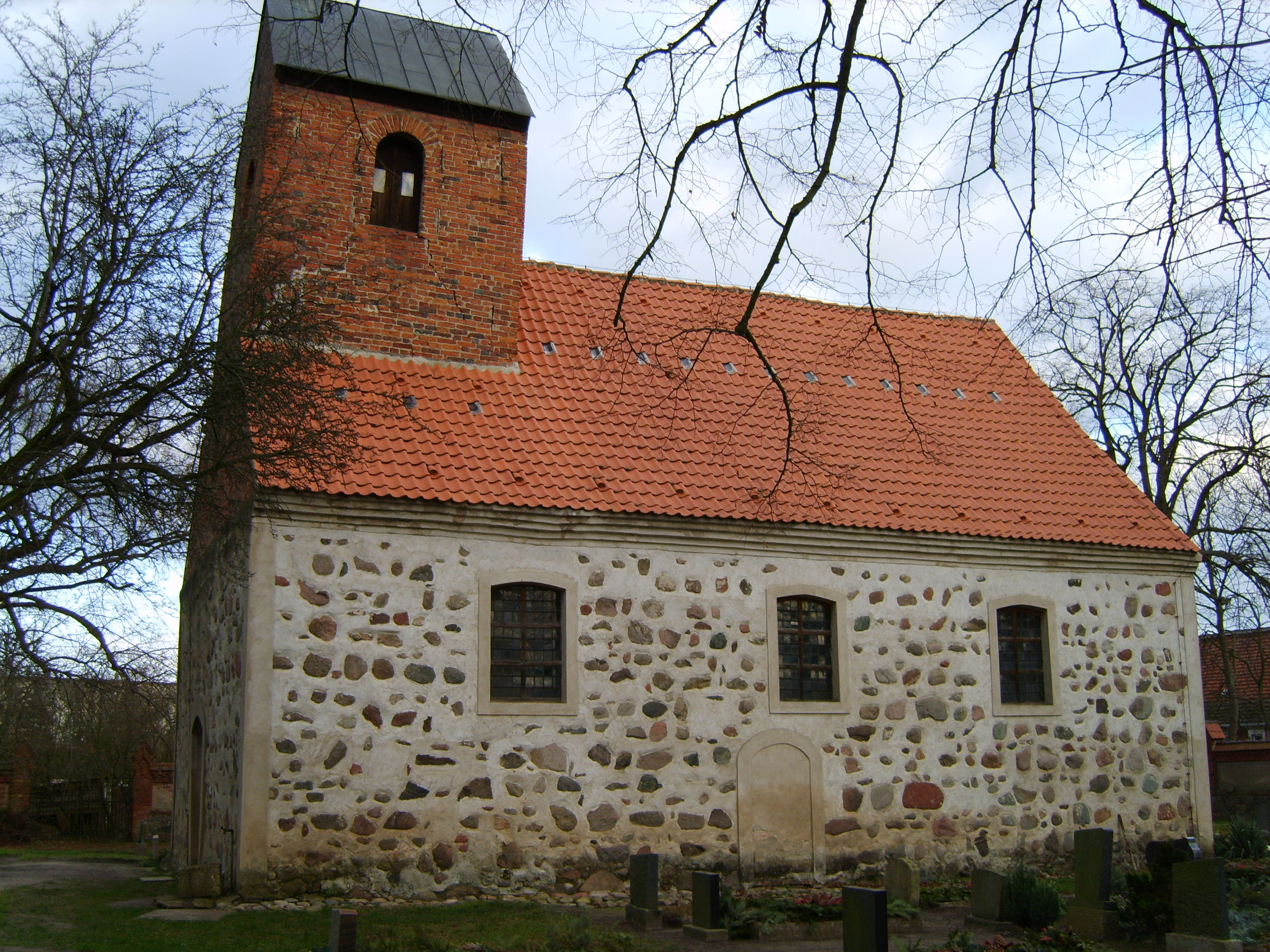
Kerk van Löwitz